# Ahrenviöl
Ahrenviöl (frisó septentrional Årnfjål, danès Arenfjolde) és un municipi del districte de Nordfriesland, dins l'Amt Viöl, a l'estat alemany de Slesvig-Holstein. És a 15 kilòmetres de Husum. El 31 de desembre del 2023 tenia 521 habitants.